# Macroglossum buini
Macroglossum buini är en fjärilsart som beskrevs av Clark 1926. Macroglossum buini ingår i släktet Macroglossum och familjen svärmare. Inga underarter finns listade i Catalogue of Life.